# Estádio Evandro Lélis
Estádio Evandro Lélis – stadion piłkarski, w João Pessoa, Paraíba, Brazylia, na którym swoje mecze rozgrywa klub Auto Esporte Clube.